# يحيى ضبياني
يحيى ضبياني (مواليد 5 أكتوبر 1992) هو لاعب كرة قدم سعودي .
كانت بداياته مع نادي الفيصلي و انتقل إلى نادي الحزم في عام 2015 و لعب معهم عامين بعدها إنتقل إلى نادي الوطني .

## وصلات خارجية
- يحيى ضبياني على موقع Soccerway.com (الإنجليزية)

- يحيى ضبياني